# VoipBuster
VoipBuster – komunikator do telefonowania przez Internet (VoIP) niemieckiego operatora Betamax. 
Za jego pomocą realizować można "czaty" oraz połączenia głosowe z innymi użytkownikami całej rodziny komunikatorów Betamax, a także dzwonić na numery telefoniczne w wielu krajach. Cechą charakterystyczną komunikatorów firmy Betamax jest możliwość darmowego rozmawiania z abonentami telefonicznymi w wielu krajach świata (liczba około 50 krajów zależna od komunikatora). Usługa dostępna także dla urządzeń obsługujących protokół SIP.
Obecnie (1 czerwca 2006) rozmowa z linią stacjonarną w Polsce kosztuje 1 eurocent za minutę + VAT, z telefonem komórkowym 19 eurocentów + VAT. Operator nie udostępniał darmowych minut w rozmowach na polskie numery telefoniczne.